# Alterosa
Alterosa é um município brasileiro do estado de Minas Gerais.

## História
Diz a história que Alterosa foi um dos primeiros povoados do Sul de Minas Gerais. Por volta do ano de 1.700, os tropeiros acampavam nas margens de um pequeno riacho que posteriormente receberia o nome de Ribeirão São Joaquim. A chegada de José Rodrigues Moreira, um português proveniente do Espírito Santo, marcou o desenvolvimento  e o início da povoação do local. Na ocasião o povoado era conhecido por São Joaquim da Serra Negra, devido à existência de uma serra nas proximidades. Logo foi erguida uma casa que servia de pousada aos tropeiros vindos de Lavras e São João Del Rei, devido à decadência da extração do ouro nessas regiões.
O povoado era parte do território de Jacuí, e ligado a freguesia do Carmo do Rio Claro, sendo que em 28 de junho de 1850 foi desmembrada e elevada, por Lei Provincial nº 467 em seu parágrafo 1º do artigo 1º, a categoria de paróquia. 
Foi fundada por uma família de um barão de muita importância na época, o Barão Silva. Os descendentes da família Silva vivem em Alterosa até hoje. O barão, com sua importância política fez com que Alterosa fosse elevada a município.
Tornou-se distrito de Caldas permanecendo ligada até 1860 quando pela lei nº 1.090 em 7 de outubro transferiu-se para o território da Vila Formosa de Alfenas, que passaria a chamar Alfenas, de onde São Joaquim da Serra Negra permaneceu ligado até a emancipação em 17 de dezembro de 1938.
Em 1874, segundo ao Almanaque Sul mineiro “contava com duas igrejas a do padroeiro e a do Rosário, e um bem construído cemitério, uma pequena cadeia. A freguesia conta com mais de trezentas casas, o arraial é formado por três praças e sete ruas... ...produz e exporta fumo, porcos carneiros e bois.”
A criação do distrito foi confirmada por Lei Estadual nº 2, de 14 de setembro de 1891. A divisão administrativa de 1911 dá o distrito como figurando no município de Alfenas, como nome de Serra Negra. Entretanto, de acordo com os quadros de apuração do recenseamento geral de 1 de setembro de 1920, bem como o texto da lei nº 843, de 7 de setembro de 1923 e a Divisão Administrativa de 1933, o distrito aparece integrando o município de Alfenas, mas com o nome de São Joaquim da Serra Negra. Novamente passa a chamar-se São Joaquim da Serra Negra, conforme se verifica na Divisão Territorial de 31 de dezembro de 1937 e no Decreto Lei Estadual nº 88, de 30 de dezembro de 1938.
Em 17 dezembro de 1938 pelo Decreto Lei Estadual nº 148, que frisou o quadro territorial para vigorar no quinquênio 1939 / 1943, altera a denominação do distrito para Serra Negra e cria o Município do mesmo nome, constituído do distrito transferido de Alfenas.
E, por força do decreto-lei Estadual nº 1058, de 31 de dezembro de 1943, o município passou a denominar-se Alterosa, ligado ao relevo montanhoso, significando “cidade das montanhas - Alta Majestosa”.

## Geografia
Localizado às margens do Lago de Furnas, o município de Alterosa, pertence à região administrativa de Alfenas/Varginha, Sul de Minas. Sua população recenseada em 2022 era de 13 915 habitantes.
A sede do município situa-se a 21° 14’ 45’’ de latitude sul e 46º 08’ 30’’ de longitude oeste, na região sul do Estado de Minas Gerais. O município de Alterosa tem uma superfície de 367 km² e é limitado pelos municípios de Areado a sul, Alfenas a leste; Carmo do Rio Claro a nordeste, Conceição da Aparecida a norte, Nova Resende a oeste e Monte Belo a sudoeste.
O município de Alterosa pertence à Associação dos Municípios da Microrregião da Baixa Mogiana, com sede em Guaxupé. Pertenceu, na área jurídica, inicialmente a comarca de Alfenas, e em 1972 foi desmembrada formando a Comarca de Areado, a qual Alterosa passou a pertencer.
As temperaturas extremas variam de 0° a 30º centígrados a máxima anual. A cidade está a 840 metros de altitude e no município a Serra Negra com 1.227 metros acima do nível do mar. O relevo do município apresenta uma topografia plana, sendo 75% ondulado e 15% montanhoso.
O índice médio pluviométrico anual é de 1.638 mm. O município está irrigado pelo ribeirão São Joaquim, Córrego Quilombo, que deságuam no rio grande e mais tarde no lago, formado pela represa hidroelétrica de Furnas, que ocupa uma área alagada de 18,36 km².
O clima e a topografia favoreceram o desenvolvimento da agropecuária, o que facilitou no abastecimento de tropeiros e também de regiões carentes de produtos tais como o arroz, feijão, mandioca, fumo, carne de bovinos, suínos e também muares para tração.

### Distritos
O município é formado pelo distrito sede e pelo distrito de Cavacos.

## Economia
Alterosa se destaca no cenário agropecuário pela existência de lavouras tecnificadas, o que lhe garante alta produtividade. Produtores locais são recordistas de produção agrícola, premiados em concursos promovidos pelo Estado.	  	
A cidade possui cerca de 1.300 propriedades rurais, com tamanho médio de 25 hectares. De acordo com o SIAT local, o município conta com 1.214 produtores inscritos. Em geral, concentram suas atividades na produção da pecuária de leite e corte, no plantio de café e milho. O modelo familiar de produção agropecuária é expressivo no município, o que determina a existência de uma cooperativa de crédito e associações de produtores. 	
A sede do município, com área urbana de 2 km², abriga, atualmente, 69.3% da população. A cidade conta com serviços e comércio que atendem satisfatoriamente suas demandas. Para se ter uma ideia da infra-estrutura do município, 100% da população urbana é favorecida com serviço de água tratada. 	  	
Alterosa é um dos dezessete municípios mineiros que contam com uma Usina de Tratamento de Resíduos Urbanos, modelo para outras cidades.

## Educação

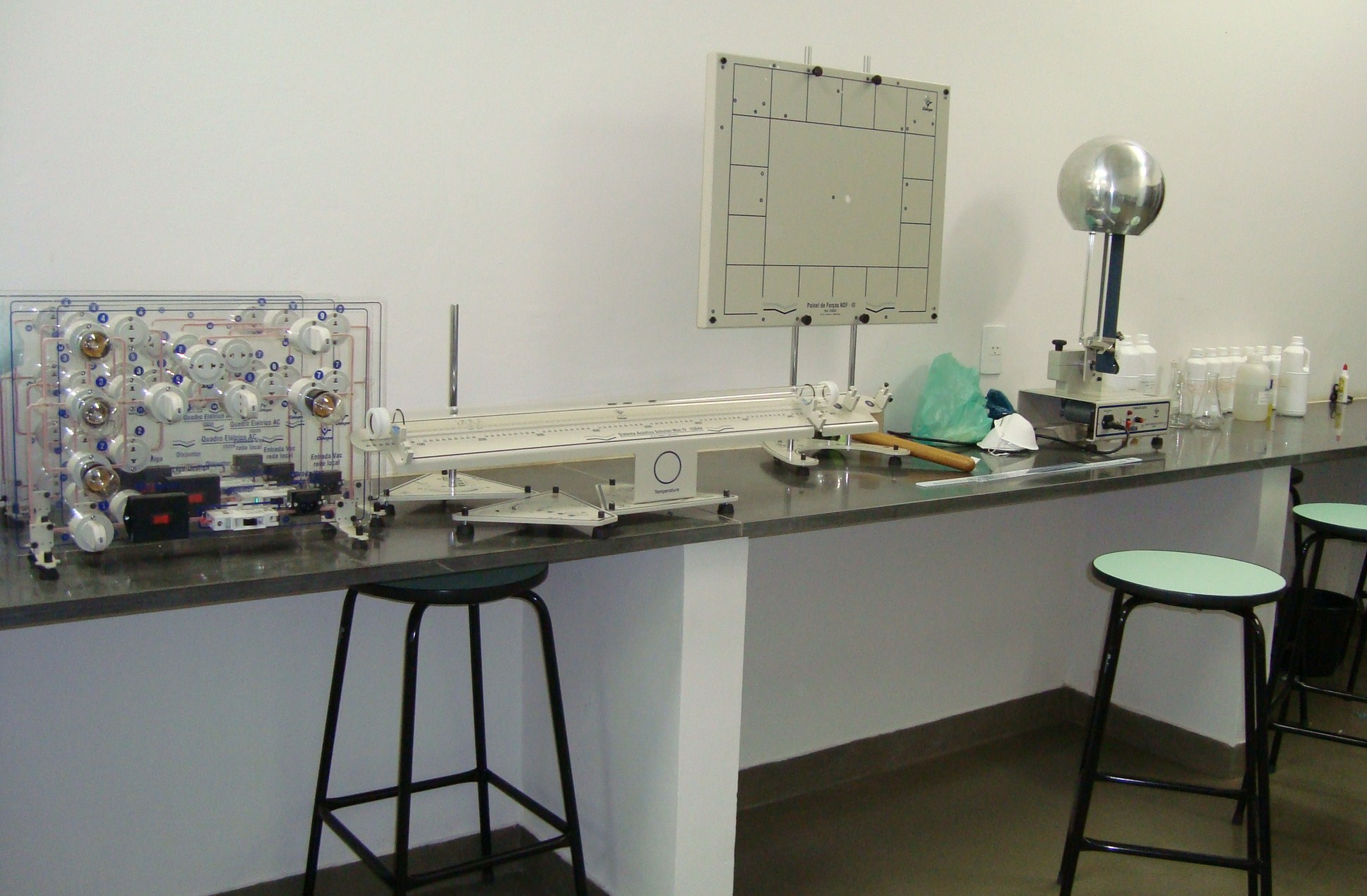
Laboratório de Física e Química do Polo de Apoio Presencial da Universidade Aberta do Brasil em Alterosa

### Ensino fundamental
O ensino fundamental, de competência do município, cobre 100% da demanda educacional.

### Ensino superior
No município de Alterosa está sediado um polo de apoio presencial da Universidade Aberta do Brasil, onde são oferecidos cursos de graduação e de pós-graduação na modalidade a distância pelas universidades federais de Ouro Preto, Itajubá e Alfenas.

## Lazer e turismo
Apesar da economia variada, a vocação de Alterosa é o lazer e o turismo. Recentemente foi criado o Prodetur—Programa de Desenvolvimento Turístico de Alterosa --, órgão que tem por finalidade oferecer incentivos a empresários de turismo. Também está prevista a construção de uma rampa de asa delta na Serra Negra (1.257 metros de altura), para atrair adeptos do esporte. Já existem alguns eventos durante o ano (carnaval, motocross, Festa do Peão, Alterosense Ausente, entre outros) que atraem turistas para Alterosa. O Lago de Furnas, a maior riqueza da cidade, recebe todas as semanas outros visitantes em busca de pescaria, lazer e esportes náuticos. Na beira da represa o turista pode apreciar os pratos da cozinha regional, como a traíra sem espinhos. Alterosa oferece também opção para os amantes do turismo ecológico, a Serra Negra, que possui variados tipos de fauna e flora.

## Eventos
Fevereiro: Carnaval
Julho: Festa do Peão
Agosto: Encontro de Motociclistas
Dezembro: Aniversário do Município

## Comunicação
A cidade possui duas emissoras de rádio. A rádio comercial Serra Negra FM 102,7 leva seu sinal a quase 60 municípios do sul de minas com programação exclusivamente sertaneja. A rádio comunitária Boas Novas FM 87,9, dirigida pela Associação Comunitária Assembleia de Deus, presta serviços de informação e cultura. A programação musical é dividida entre programas ecléticos e religiosos.

## Instituições financeiras
Possui 3 agências bancárias. Banco do Brasil, Banco Bradesco e Cooperosa